# ثنائي التكافؤ
ثنائي التكافؤ أو ثنائي القيمة (بالإنجليزية: Divalent)‏ (بالإنجليزية: Bivalent)‏ هوَ عُنصر أو أيون أو مجموعة وظيفية أو جزيء يَمتلك تكافؤ مقداره اثنين. التكافؤ هوَ عدد الروابط الكيميائية المُتشكلة، والتي قد تكون تساهمية أو تساهمية قطبية أو أيونية.
من الأمثلة عليها:
- العناصر الكيميائية ثنائية التكافؤ والتي تتضمن الكالسيوم وَالكبريت. الرابطة التي تتشكل مع الكالسيوم هي أيونية، أما الكبريت يمكن أن يُشكل رابطة تساهمية مثل H2S أو أيونية مثل Na2S.
- الأنيونات ثنائية التكافؤ والتي تمتلك شحنة -2 مِثل S2−، SO42−.
- كاتيونات ثنائية التكافؤ والتي تمتلك شحنة +2 مِثل Fe2+، Ca2+، Hg22+.
- مجموعات وظيفية ثنائية التكافؤ والتي تتضمن إيمين (=NH) وَكربونيل (=O).

## عسرة الماء
تُساهم كاتيونات الكالسيوم والمغنيسيوم الثنائية في خصائص المياه التي تَجعل الماء عَسر، مِثل تشكيل الرواسب الكلسية.